# Gaiafilosofi
Gaiafilosofi är tanken att jordklotet är ett levande väsen och innehåller alla de karaktäristika som ligger begreppet liv, bland annat ämnesomsättning, reproduktionsförmåga (på en astronomisk tidsskala) och medvetenhet med mera. Det är en så kallad gaiateori.
En nutida mystiker, Martinus Thomsen har i sitt bokverk Tredje Testamentet med sin så kallade kosmologi beskrivit grundläggande principer för hur universum (både det materiellt synliga och det andligt osynliga) skulle vara organiserat. En av dessa principer uttrycker han som "Liv i liv", det vill säga att allt liv försiggår som del i något större. Ett exempel är organen och cellerna i vår kropp som lever med oss som värdvarelser. Han menar att ett organ har självständigt liv eftersom det kan plockas ut och även transplanteras till en annan varelse. Samtidigt är alla varelser delväsen i Gaia, det vill säga jordklotets samlade livsrum bestående av mineral, växter och djur. I första hand är Gaias livsrum lokaliserat till ekosfären, men även det inre ses som en del av dess kropp. Därmed tillskrivs även mineral, en form av liv. Enligt en sådan mer omfattande definition av liv, blir allt i universum en aspekt av liv, och helheten är det som somliga håller för Gud, samtidigt som döden inte längre existerar.
Framväxandet av internet ses av senare gaiafilosofer som en organisation av Gaia's nervsystem, det globala tankesystemet, där tänkande varelser utgör nervernas synapser.[källa behövs]